# Виброцентробежные мельницы
Виброцентробежная мельница — устройство предназначенное для тонкого измельчения высокотвердых материалов с малым износом мелющих тел и низким расходом электроэнергии. Состоит из труб, заполненных мелющими телами совершающих круговые колебания относительно горизонтальной оси. Материал проходит по трубе, попадает между сталкивающимися шариками и интенсивно измельчается.
В отличие от вибромельницы, колебания труб имеют значительно большую амплитуду и соответственно большую энергию соударения шаров, а также значительно меньшее изнашивающее трение шаров и нагрев. Инерционное воздействие колеблющихся труб не передаётся на фундамент, потому что уравновешено противовесами. В отличие от планетарной мельницы, емкость с мелющими шарами не вращается вокруг собственной оси, поэтому не имеет неустранимых выбросов пыли.
Виброцентробежная мельница используется для помола песка, и др. кварца, цемента, шлака, золы и пр.

## Происхождение названия
Название «Виброцентробежная трубная мельница» (нем. Zentrifugalrohrmühle) изначально дано австрийской фирмой «Siebtechnik GmbH» (нем.)  в связи с тем, что измельчающие шары волной катаются по внутренней поверхности трубы под действием центробежной силы, созданной круговыми колебаниями трубы.

## Основные типы конструкций
- В конструкции от «Siebtechnik GmbH» присутствуют две пары составных коленвалов с двумя электродвигателями и согласующим редуктором создают круговые колебания одного барабана.  Восемь дебалансов уравновешивают рабочие динамические нагрузки, создаваемые колеблющимися массами.
- Конструкция Института химии твердого тела и механохимии СО РАН[2] содержащая на сегодняшний день два соосных коленвала, которые в свою очередь через восьмирычажную систему приводят в движение две мелющих трубы. Траектория колебаний мелющих труб эллиптическая, параллельно-встречная. Мельница имеет 20 шарикоподшипников.

- Центробежная (виброцентробежная) мельница в соответствии с патентом Кондратьева А. А.[3] Эта конструкция имеет один коленвал, всего четыре роликовых сферических подшипника, два дебаланса и четыре размольных барабана. Отсутствуют паразитные и знакопеременные нагрузки на механизм, что исключает усталостное разрушение, даёт возможность безостановочной многосменной работы. Два дебаланса полностью уравновешивают динамические нагрузки от колеблющихся масс, и поэтому вибрация не передаётся на фундамент. Может работать без фундамента.